# Mother of the Bride (Film, 2024)
Mother of the Bride ist ein US-amerikanischer Spielfilm aus dem Jahr 2024 mit Brooke Shields als Mutter, Miranda Cosgrove als Braut und Benjamin Bratt, der unter der Regie von Mark Waters nach einem Drehbuch von Robin Bernheim entstand. Auf Netflix wurde die romantische Komödie am 9. Mai 2024 veröffentlicht.

## Handlung
Lanas Tochter Emma kehrt nach einem Auslandsjahr in London nach Hause zurück. Nach ihrer Rückkehr teilt Emma ihrer Mutter mit, dass sie in London den Mann fürs Leben getroffen hat und plant, ihn in einem Monat auf der thailändischen Insel Phuket zu heiraten.
In Thailand lernt Lana ihren zukünftigen Schwiegersohn RJ kennen, außerdem findet sie heraus, dass es sich bei dessen Vater um ihre Jugendliebe Will handelt, der ihr vor Jahren das Herz gebrochen hat. Lana möchte nun verhindern, dass ihrer Tochter dasselbe passiert.
Allerdings stellt Lana fest, dass Will noch immer sehr gut aussieht, in seiner Nähe stolpert sie von einem Fettnäpfchen ins nächste. Unterstützung erhält Lana von ihrer besten Freundin Janice, die versucht, sie von weiteren Peinlichkeiten abzuhalten. Außerdem stellt Janice ihr den charmanten Lucas vor.

## Besetzung und Synchronisation
Die deutschsprachige Synchronisation übernahm die Interopa Film. Dialogregie führte Christian Schneider, der auch das Dialogbuch schrieb.
| Rolle        | Darsteller           | Synchronsprecher   |
| ------------ | -------------------- | ------------------ |
| Camala       | Tasneem Roc          | Alexandra Wilcke   |
| Clay         | Michael McDonald     | Oliver Siebeck     |
| Emma         | Miranda Cosgrove     | Rubina Nath        |
| Harley       | Dalip Sondhi         | Sven Gerhardt      |
| Janice       | Rachael Harris       | Almut Zydra        |
| Lana         | Brooke Shields       | Susanne von Medvey |
| Lucas        | Chad Michael Murray  | Wanja Gerick       |
| Pastor Harit | Sahajak Boonthanakit | Steven Merting     |
| RJ           | Sean Teale           | Jeremias Koschorz  |
| Scott        | Wilson Cruz          | Benjamin Stöwe     |
| Will         | Benjamin Bratt       | Marcus Off         |

## Produktion und Hintergrund
Der Film wurde von Living Films produziert, als Produzent fungierte Brad Krevoy, Executive Producers waren Oliver Ackermann, Vince Balzano, Robin Bernheim und Galen Fletcher. Dreharbeiten fanden ab April 2023 in Phuket, Thailand statt.
Die Kamera führte Ed Wu, die Musik schrieb Caroline Ho und die Montage verantwortete Travis Sittard. Das Production-Design gestaltete Helen O’Loan.

## Musik
- I’m Good (Blue) – David Guetta & Bebe Rexha[6]
- Queen of Stacks (feat. Patty Monroe) – Daniel Lobel
- We Got The Beat – The Go-Go's
- Chapel Of Love – The Dixie Cups
- Surfside – Douglas Kinloch
- Vacation – Priya Ragu
- Mona Lisa – Jay Livingston & Ray Evans
- DONG – Bear Knuckle

## Rezeption

### Kritiken
Oliver Armknecht bewertete den Film auf film-rezensionen.de mit vier von zehn Punkten. Der Film sei eine weitere Liebeskomödie, die nach dem 08/15-Konzept funktioniert, dass sich zwei Leute erst anfeinden, bevor sie ein Paar werden. Sympathisch sei zwar, dass die beiden hier um die 60 sind, was man in dem Bereich nach wie vor selten sieht. Ansonsten sei der Film aber kaum bemerkenswert.
Dani Maurer urteilte auf outnow.ch, dass die Produktion eine dieser Komödien sei, die eigentlich nicht wirklich lustig sind und auch kaum überraschen, aber von einer toll aufgelegten Crew präsentiert werden, der man einfach gerne zuschaue.

### Abrufe
In Deutschland stieg der Film auf Platz eins der Netflix-Film-Wochencharts ein. Mit 26,7 Millionen Zuschauern führte der Film in der Startwoche die Liste der englischen Filme an.
Im ersten Halbjahr 2024 lag der Film mit insgesamt 77,7 Millionen Views auf Platz sechs der meistgeschauten Netflix-Filme.

### Auszeichnungen
GLAAD Media Awards 2025
- Nominierung als Bester Streaming- oder Fernsehfilm[14]